# معضلة المربع المفقود

الأحجية

تفسير الحل

أحجية المربع المفقود (بالإنجليزية: Missing square puzzle) هي خدعة بصرية تستعمل في مادة الهندسة الرياضية لمساعدة الطلاب في التفكير بالأشكال الهندسية وحساب مساحتها، بالإضافة إلى مساعدتهم في التفكير بتطابق وتشابه المثلثات ومدى تأثير استقامة الخطوط على مساحة أي شكل هندسي مرسوم. تصوّر الأحجية ترتيبين من الأشكال كل منهما يظهر على شكل مثلث قائم الزاوية، وتبدو أطوال أضلاع كل منهما على أنها 13x5 سم.مع أن المثلثين يبدوان متطابقان بالمساحة عند النظرة الأولى، وكذا الأشكال التي يتألف منها المثلثان، تنقص مساحة مربع واحد من المثلث الأسفل عند ترتيب القطع بشكل مختلف عما كانت عليه. وتبلغ مساحة القطعة الناقصة 1 سم مربع، أي مربع صغير واحد. هذا التناقض يجعل بعض الناس يشككون بقاعدة الحفاظ على المساحة.

## الحل
عند حساب المساحة الإجمالية للأشكال الموجودة مفترقة بواسطة جمع مساحات الأشكال، يظهر مجموع قيمته 32 سم مربع. أما عند حساب المثلث الصحيح كاملًا نحصل على مساحة إجمالية قدرها 32.5 سم مربع (13 سم * 5 سم * 1/2).[بحاجة لمصدر]

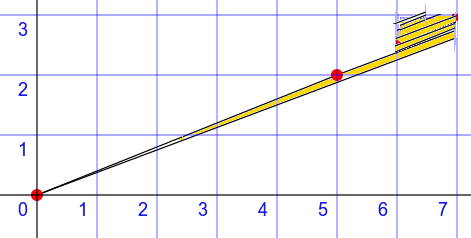
تقسيم مساحة متوازي الأضلاع الرفيع (باللون الأصفر) إلى أجزاء صغيرة، وبناء مربع واحد بوحدة قياس منها.

فيما تبلغ مساحة المثلث الأول 32 سم مربع، نجد أن مساحة المثلث الأسفل هي 33 سم مربع. اختلاف المساحات هذا ينتج عن عدم تطابق زاويتي المثلثين الأحمر والأزرق (غير متشابهين هندسيًا). وبهذا يحتوي كلا «المثلثان» على انحناء بسيط في امتداد الخط الأحمر إلى المثلث الأزرق.
يستنتج من هذا إذًا، أن الضلع الفوقي ليس خطًا مستقيمًا. يمكن التعرف على عدم الاستقامة هذه عند نقطة التقاء الأحمر بالأزرق.
كخلاصة، يمكن القول أن حل الأحجية يكمن في أن كلا المثلثين ليسا بمثلثين، بل هما في الحقيقة مقعر ومحدب على التوالي، مع فرق بالمساحة تبلغ قيمته 1 سم مربع، هي تمامًا مساحة المربع المفقود.

## التأكد

تفسير الضاهرة

يمكن التأكد من خلال حساب ميل المثلثين الأحمر والأزرق، حيث أن ميل المثلث الأزرق يساوي (2/5=0.4)وميل المثلث الأحمر يساوي (3/8=0.375) وهنا تظهر الخدعة، حيث أن ميل المثلث الواحد يجب أن يكون متساوٍ على جميع نقاط الوتر، وهذا مالم يحدث بالنسبة للمثلث الكلي الذي يحوي المثلثين!
من خلال إعادة ترتيب المثلثين الأحمر والأزرق ستظهر لنا فكرة التحدب والتقعر، حيث أن ميل المثلث الأزرق أكبر من ميل المثلث الأحمر ووضع المثلث الأزرق فوق المثلث الأحمر سيُحدث تقعراً للداخل، بعكسه فيما إذا وضعنا المثلث الأحمر فوق المثلث الأزرق، حيث أنه سينتج تحدباً للخارج يشغل حيزاً من المساحة مساوٍ تماماً لمساحة المربع الفارغ.

## ألغاز مماثلة

نسخة مختلفة من "مفارقة" ميتسونوبو ماتسوياما

Sam Loyd's تشريح متناقض

## اقرأ أيضاً
- لغز الجسر والفانوس
- لغز المساجين والقبعات
- مسألة خلط الماء والعصير
- لغز القبعات البيضاء والسوداء
- معضلة المسافر
- لغز عمر الأطفال الثلاثة
- لغز عبور النهر
- بطولة الألغاز العالمية
- بطولة الألغاز الأسترالية